# Czorwila
Czorwila (gruz. ჭორვილა) – miejscowość położona w zachodniej Gruzji w regionie Imeretia. W 2014 roku żyło tam 1451 mieszkańców.

## Znane osoby pochodzące z Czorwili
- Bidzina Iwaniszwili (ur. 1956) – miliarder i polityk, w latach 2012–2013 premier Gruzji